# Fil de soldar

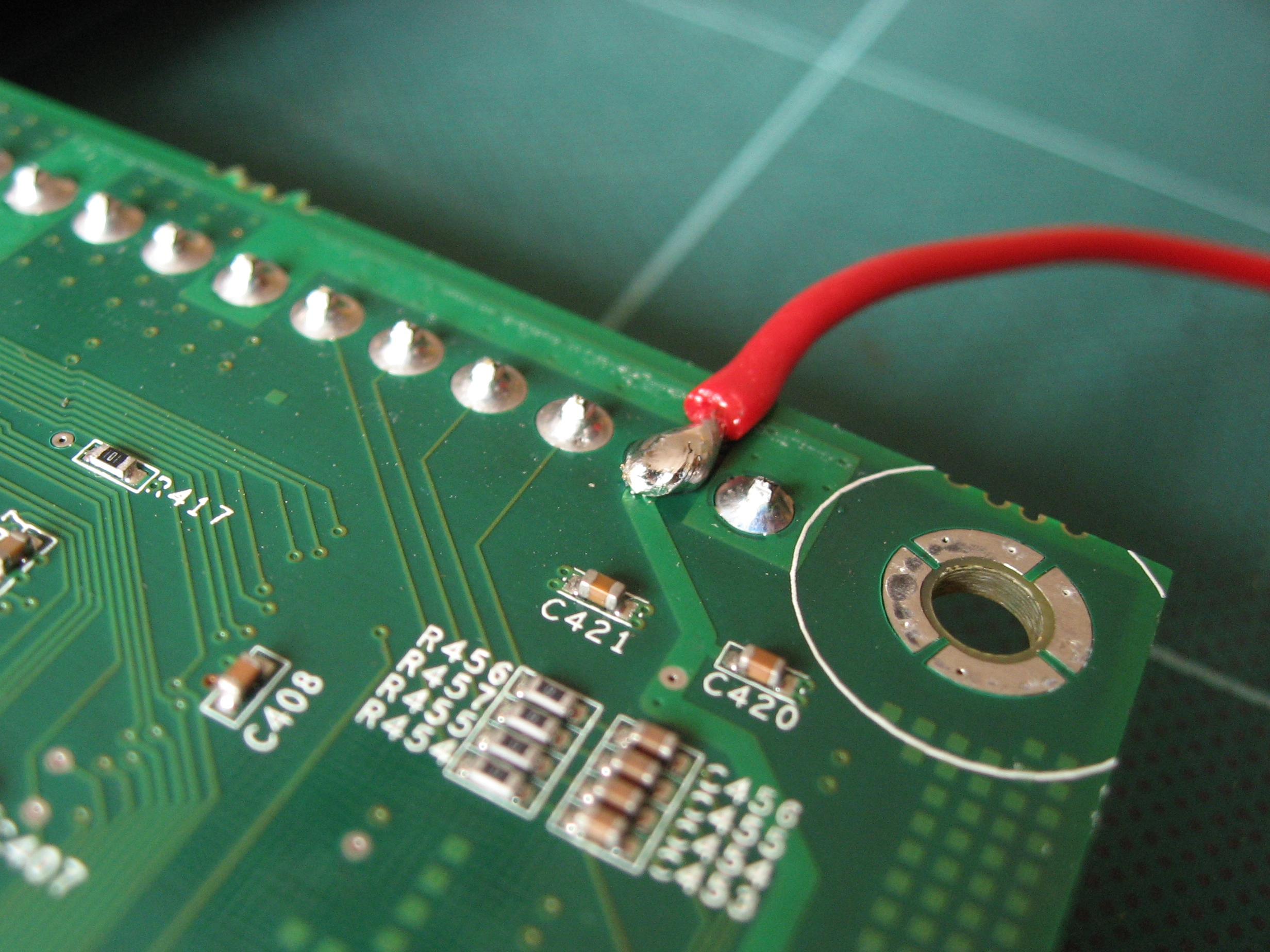
Estany emprat per connectar cables als pins del circuit imprès.

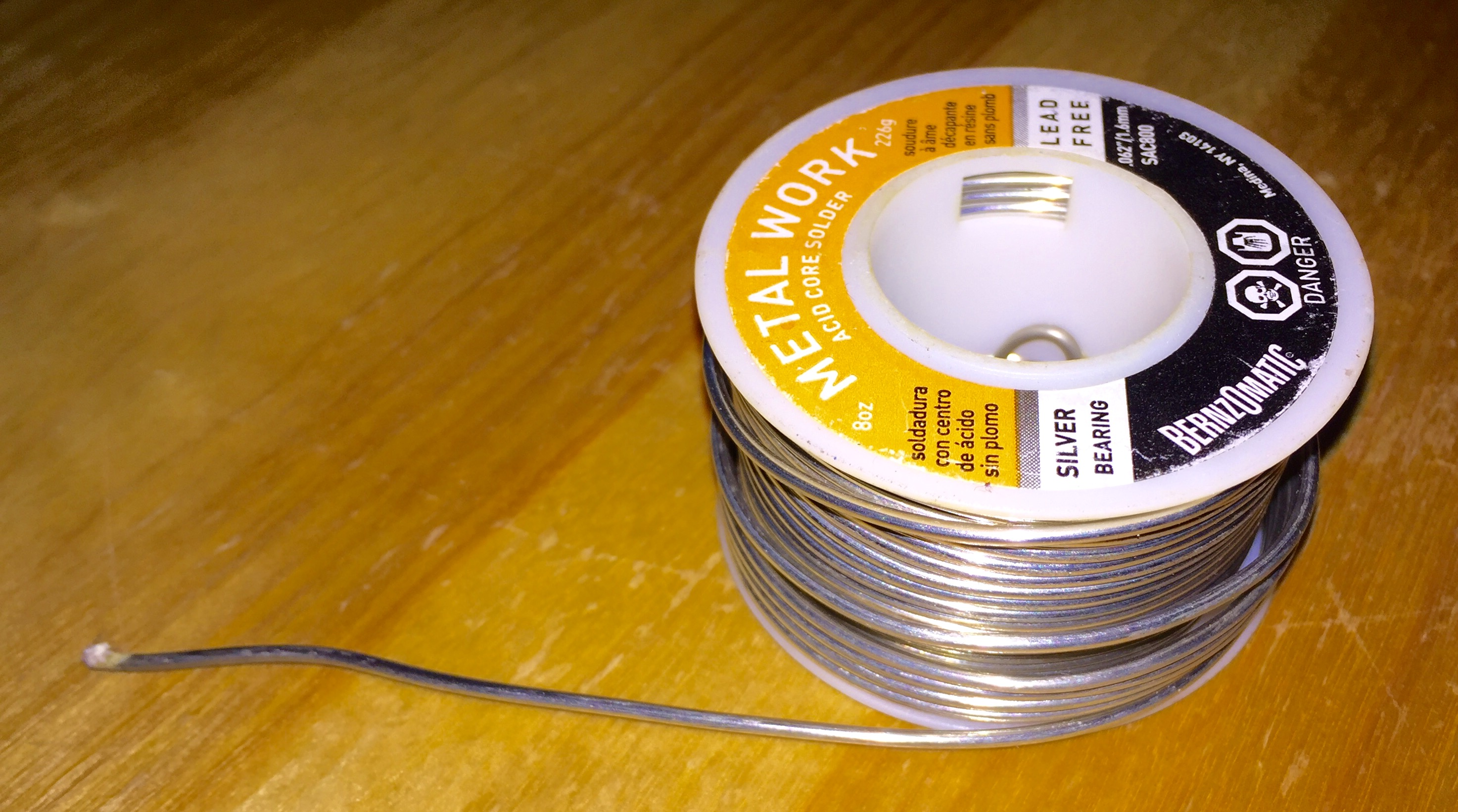
Rotlle de fil soldar de 1,6 mm de diàmetre

El fil de soldar o fil d'estany, tot i que en el cas de la lampisteria clàssica era una vareta d'estany, és un aliatge metàl·lic que es fon amb facilitat i que s'utilitza com a metall d'aportació per unir dos materials metàl·lics. En el procés de soldadura, l'aliatge es fon de manera que quedi aplicat als elements a soldar abans que es refredi i solidifiqui. Per tant, l'aliatge metàl·lic utilitzat ha de tenir un punt de fusió inferior al dels metalls a unir. també ha de ser resistent a l'oxidació i la corrosió que en el futur aniran danyant la connexió. L'aliatge utilitzat per connectar components elèctrics també ha de tenir la característica de conduir bé l'electricitat.
Els aliatges emprats en la soldadura tova solen tenir un rang de punt de fusió entre 90 a 450 °C (190 a 840 °F; 360 a 720 K), i s'utilitza generalment en components electrònics, lampisteria i treballs amb xapa. el tipus de aliatge més utilitzat és un que té el punt de fusió 180 a 190 °C (360 a 370 °F; 450 a 460 K). Els aliatges amb un punt de fusió superior a una temperatura de 450 °C (840 °F; 720 K) s'utilitzen en la soldadura forta.
En determinades proporcions, alguns aliatges metàl·lics són eutèctics, és a dir, els aliatges metàl·lics amb aquesta proporció tenen un punt de fusió més baix que una barreja d'altres proporcions, i també coincideix amb el seu punt de solidificació. Els aliatges no eutèctics tenen diferents punts de fusió i solidificació (temperatures de solidus i liquidus). Les mescles no eutèctiques sovint es transformen en una "massa de pasta" sòlida quan la temperatura és prou alta. Aquesta forma de pasta es pot utilitzar en sistemes de lampisteria, perquè l'aliatge es pot modelar i donar-li forma mentre la soldadura comença a refredar-se, especialment per garantir que les connexions de les canonades siguin estanques.

## Fil de soldar amb plom

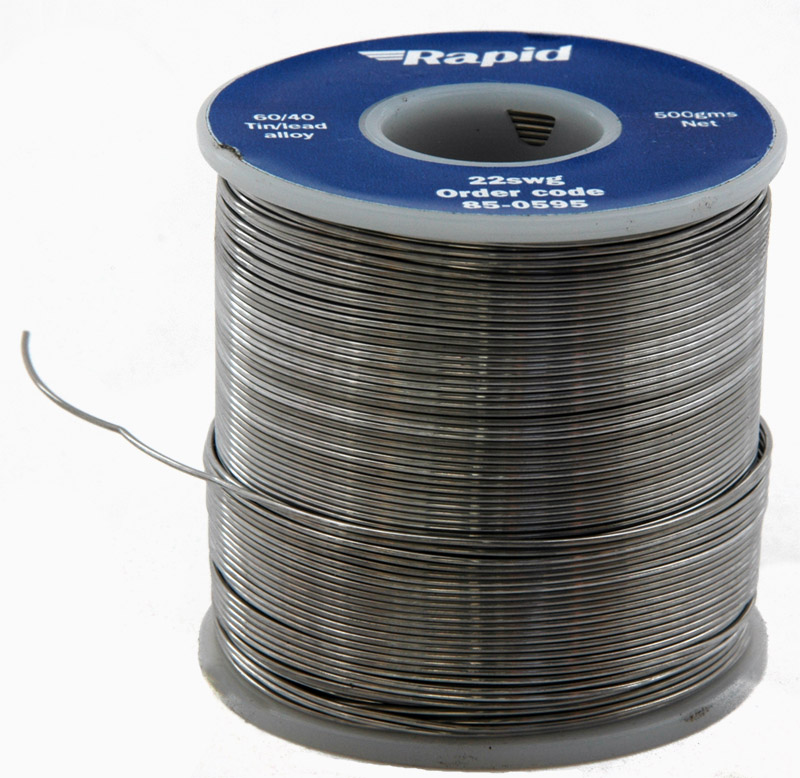
Fil de soldar Sn_{60} Pb_{40}

Una varietat de rotlles de fil de soldar estan generalment disponibles al mercat amb un contingut de plom (en pes) del 5% al 70% per al seu ús en la tècnica de soldadura tova. Com més gran sigui el contingut de plom, la resistència a la tracció i l'esforç tallant tendeixen a augmentar. El fil de soldar que s'utilitza habitualment per soldar circuits electrònics és de 60/40 estany/plom i 63/37 estany/plom. L'estany/plom 63/37 és un aliatge eutèctic, amb el punt de fusió més baix entre tots els aliatges d'estany i plom, i té una temperatura fixa en lloc d'un rang.
La instal·lació inicial de canonades d'aigua utilitzava barreta d'estany/plom 50/50 amb un contingut de plom més elevat. Aquest aliatge trigava més a solidificar-se. Un cop feta la soldadura, el lampista netejava la canonada per assegurar-se de que la soldadura quedés llisa, perfecta i impermeable a l'aigua. Tot i que hom era conscient de la gravetat de l'enverinament per plom, inicialment es va pensar que la quantitat de plom alliberada a l'aigua per les canonades de plom no era important i no va ser fins a la dècada de 1980 que els Estats Units van començar a eliminar completament totes les canonades de plom. Hi ha una diferència de potencial d'elèctrode entre el coure, el plom i l'estany Si es connecta una canonada de coure a una canonada de plom per transportar aigua corrent, el plom s'oxidarà fàcilment per produir òxid de plom soluble en aigua. Fins i tot una molt petita quantitat de plom en sang pot causar danys crònics a llarg termini al sistema nerviós i al sistema digestiu, per tant, ja no es permet utilitzar plom com a matèria primera per a la soldadura de canonades d'aigua i s'utilitza plata, antimoni i coure, augmentant el contingut d'estany.
Els aliatges emprats en la soldadura tova contenen isòtops radioactius petits, però significatius, de plom (i fins a cert punt d'estany). Les partícules alfa emeses pels isòtops radioactius poden provocar errors en les dades processades pel xip. El poloni-210 (font radioactiva de partícules alfa) és el principal culpable. A més a més, altres elements fills degradats com l'urani-238 i el tori-232 també són fonts de radiació en els aliatges de soldadura.

## Fil de soldar sense plom

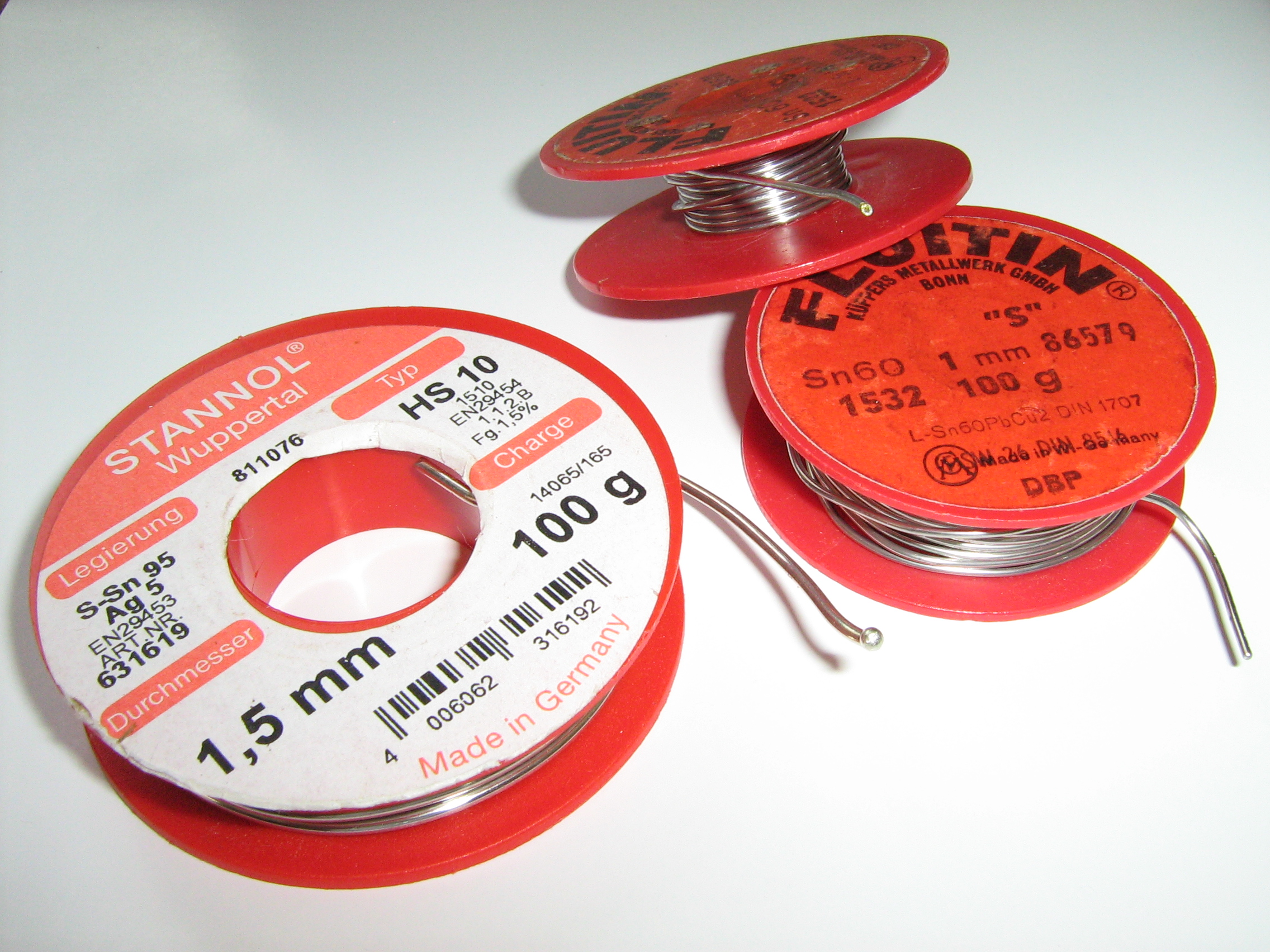
Esquerra: fil de soldar sense plom; dreta: fil de soldar amb plom.

En treballs elèctrics i electrònics, el fil desoldar està disponible en diversos gruixos que s'utilitzen per a la "soldadura manual" mitjançant un soldador o una pistola de soldar, que conté flux barrejat (un agent que evita l'oxidació). L'aliatge de plom-estany és molt còmode d'utilitzar per a la soldadura manual. Els aliatges de plom i estany eren utilitzats habitualment en el passat, no obstant això, actualment, l'ús d'aliatges sense plom ha augmentat i l'aliatge d'estany metall sense plom s'utilitza avui en dia cada vegada més en dispositius electrònics de consum, per raó de l'enduriment de la normativa sobre l'ús de plom, que obliga a reduir l'ús d'aquest metall, ja que es van detectar problemes de salut i medi ambientals causats pel plom que s'emprava en la fabricació de components electrònics.
En els treballs de lampisteria, els lampistes solien utilitzar barres d'estany més gruixudes que el fil de soldar estàndard que s'utilitza en les aplicacions elèctriques. Tanmateix, el flux que s'aplica per separat que és adequat per treballs de lampisteria, pot ser massa corrosiu per utilitzar-los en instal·lacions elèctriques o dispositius electrònics. Els joiers sovint utilitzen soldadura en forma de petites làmines primes, que es tallen com si fossin trossos de paper.

## Electromigració
A mesura que la mida dels circuits integrats es fa cada cop més petita, també s'espera que les juntes de la soldadura es redueixin. Les densitats de corrent superiors a 104 A/cm2 tendeixen a provocar electromigració. Si es produeix l'electromigració, es pot observar que la junta de la bola de soldadura forma un turó cap a l'ànode i un buit cap al càtode L'anàlisi dels components del circuit en la direcció de l'ànode mostra que el plom és la substància principal que migra cap a l'ànode.